# Военный городок

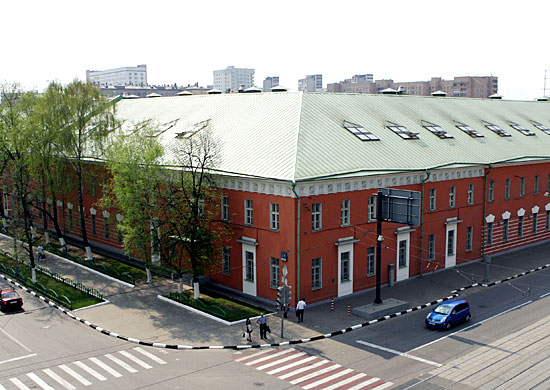
Казармы бывшего военного городка Лефортово в Москве.

Жилой дом в военном городке под Можайском.

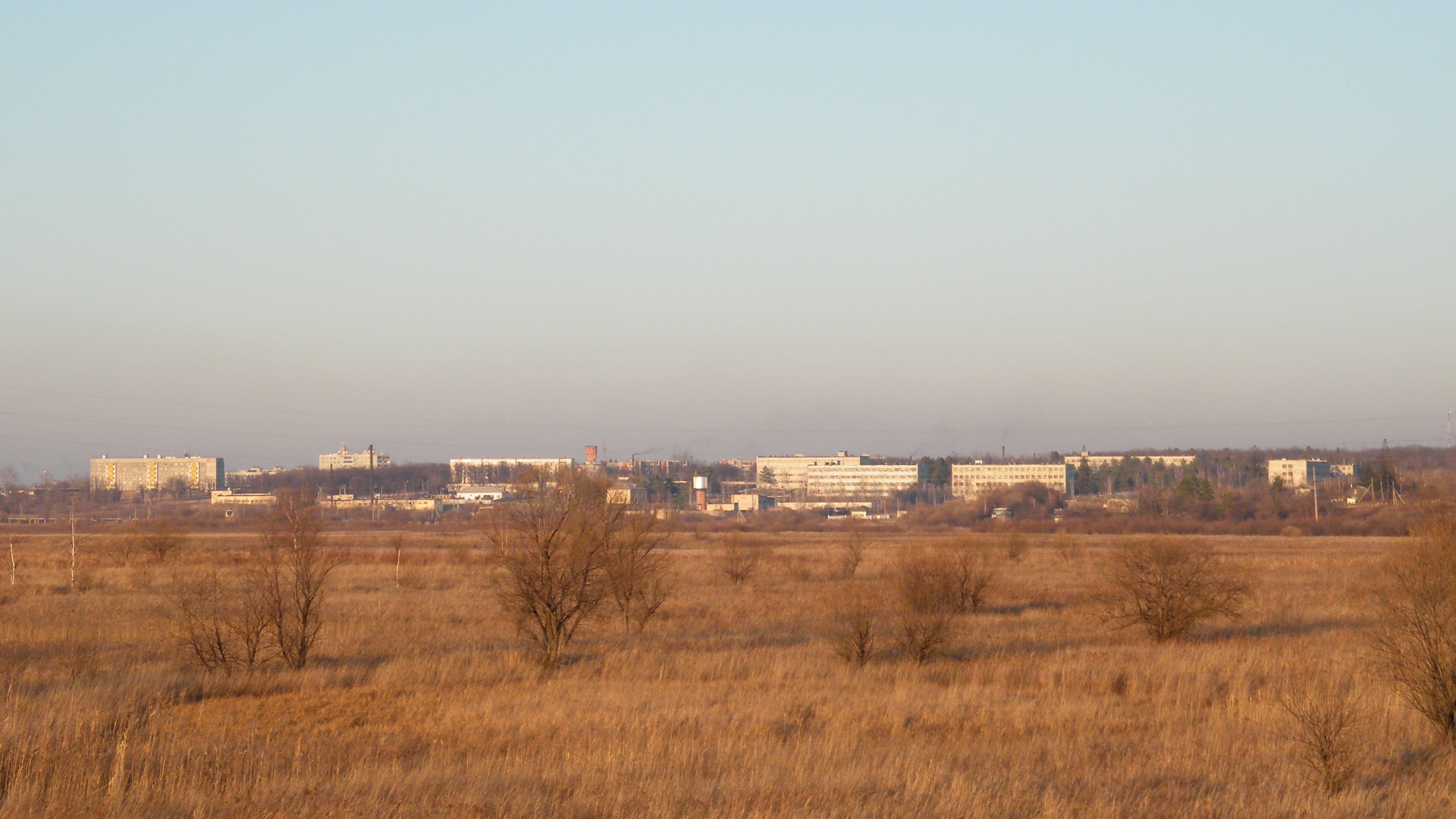
Военный городок Князе-Волконское в Хабаровском крае.

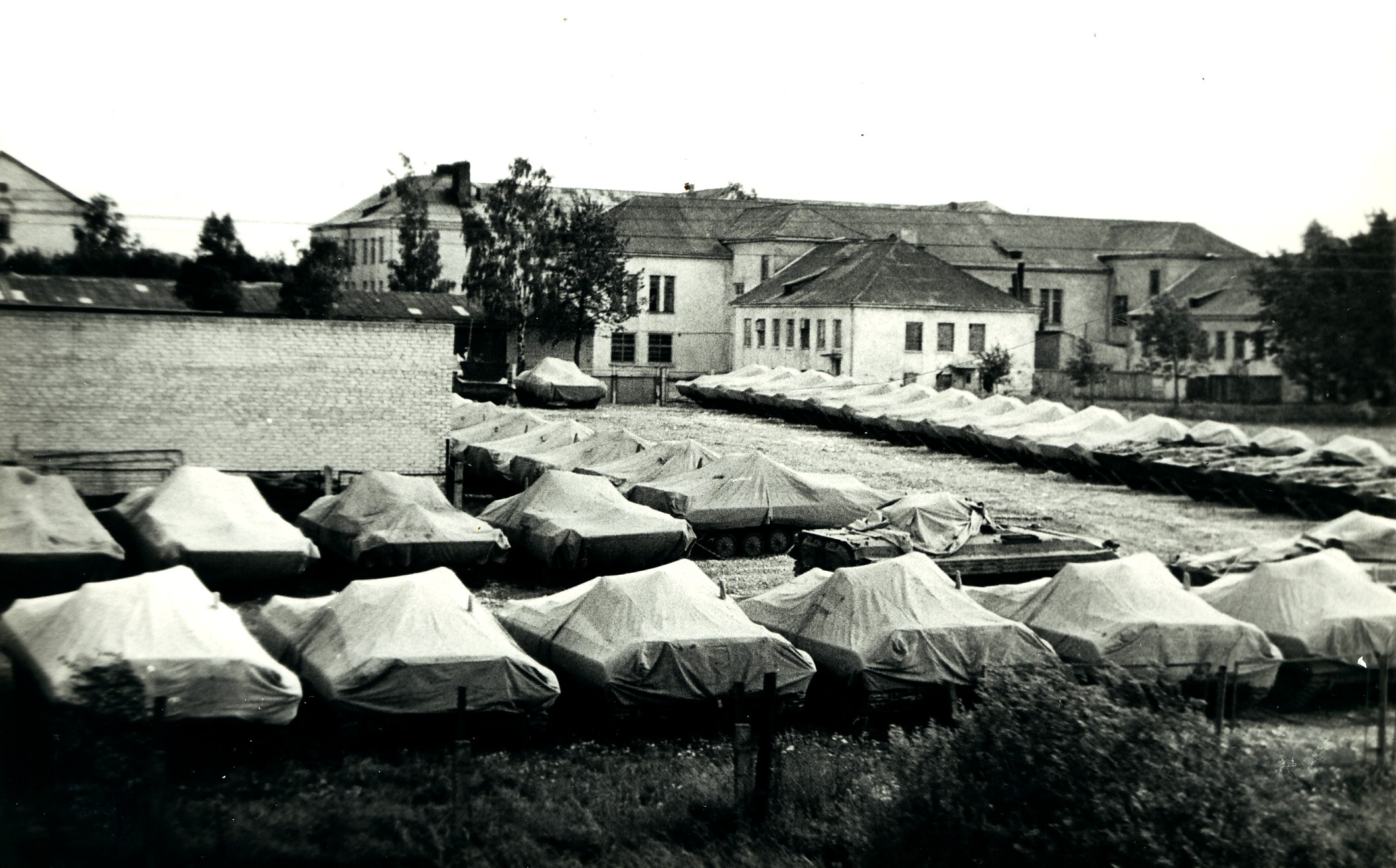
Стоянка вооружения и военной техники на территории городка в Плунге, Литовская ССР.

Вое́нный городо́к — специальная территория с находящимися на ней зданиями и сооружениями, которые предназначены для размещения в них одной либо нескольких воинских частей, учреждений, военно-учебных заведений, предприятий вооружённых сил.
Организация военных городков в иностранных вооружённых силах примерно схожа с принятой в ВС СССР и ВС России.

## Управление военным городком
За соблюдение уставного порядка и функционирование объектов военного городка отвечает командир воинской части, которая располагается в нём.
В случае размещения в военном городке нескольких воинских частей и учреждений, приказом начальника гарнизона определяется старший военного городка, распоряжения которого являются обязательными для всех военнослужащих городка и лиц, находящихся на территории военного городка.

## Состав военного городка
Военный городок обычно разбивается на следующие территории (участки) под размещение следующих объектов:
- служебно-казарменная — штабы, казармы (общежития), учебные классы, плацы, тренировочные площадки, караульные помещения, солдатские (курсантские) столовые и чайные, клубы, медицинские пункты;
- техническая — парки вооружения и военной техники, мастерские для ремонта и обслуживания вооружения и военной техники;
- складская — склады и хранилища материальных средств;
- жилая — дома (общежития) для офицеров (ДОС — дом офицерского состава), прапорщиков, мичманов, сверхсрочнослужащих, рабочих, гражданских служащих, членов их семей, а также предприятия культурно-бытового предназначения.

Вне военного городка размещаются объекты, необходимые для обеспечения боевой подготовки: учебные стрельбища, танкодромы, автодромы, инженерные полигоны и так далее.

## Порядок в военном городке

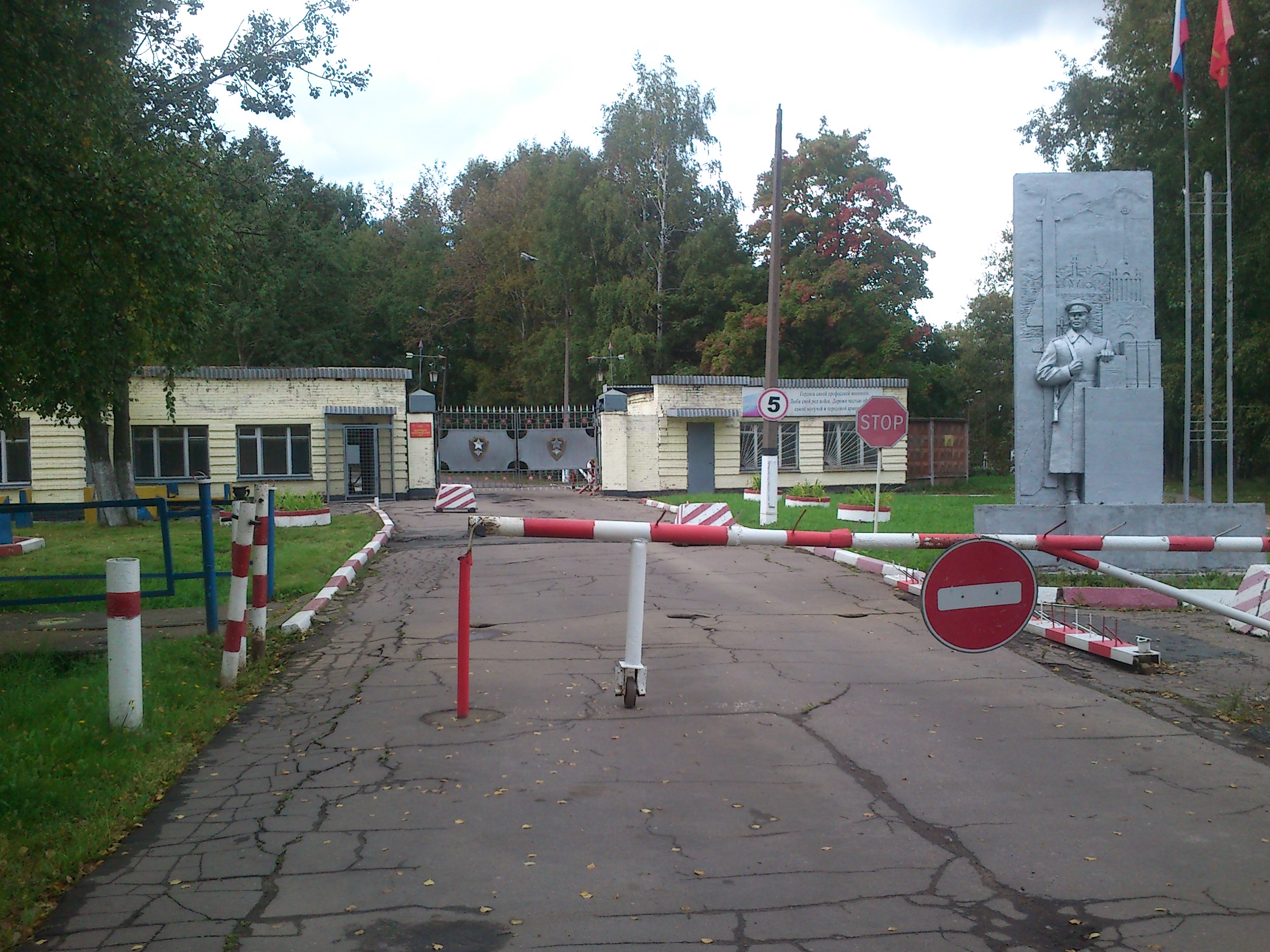
Контрольно-пропускной пункт на территорию военного городка СПВВУРЭ.
Санкт-Петербург.

Охрана военного городка и порядок пропуска на его территорию (пропускной режим) организуется приказом командира части либо старшим военного городка в зависимости от важности находящихся в нём объектов.
Для соблюдения пропускного режима создаются контрольно-пропускные пункты (КПП) для обеспечения пропуска (выхода) прибывающих (убывающих) военнослужащих и гражданских лиц, а также выноса или вывоза (ввоза) какого-либо имущества. 
Нормативно-правовыми актами, регламентирующими охрану военного городка и пропускной режим на его территорию, в ВС Союза ССР являлся Устав гарнизонной и караульной службы (УГиКС), приказы и инструкции.